# Eurosta solidaginis
Eurosta solidaginis är en tvåvingeart som först beskrevs av Fitch 1855.  Eurosta solidaginis ingår i släktet Eurosta och familjen borrflugor. Inga underarter finns listade i Catalogue of Life.

## Bildgalleri

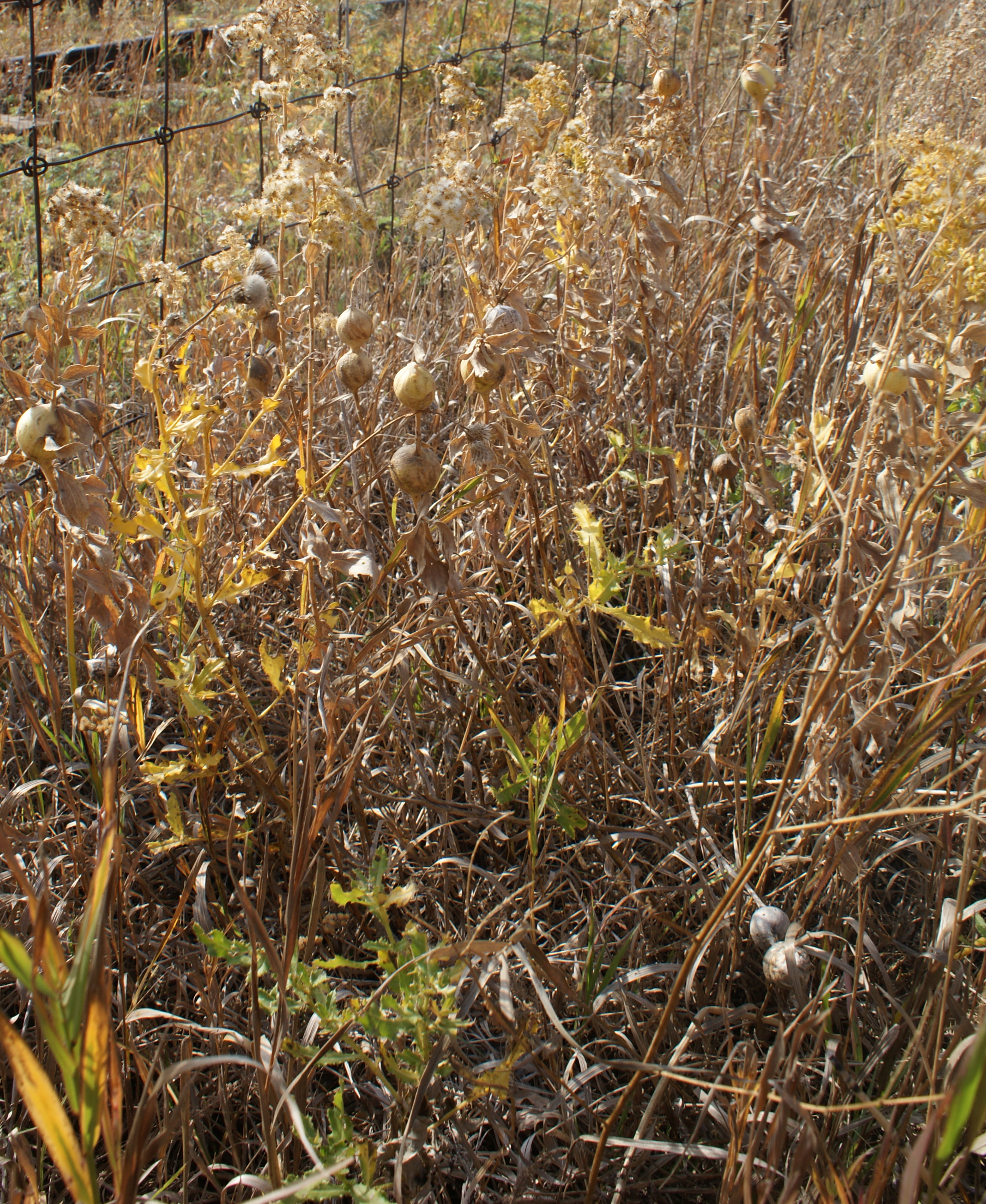
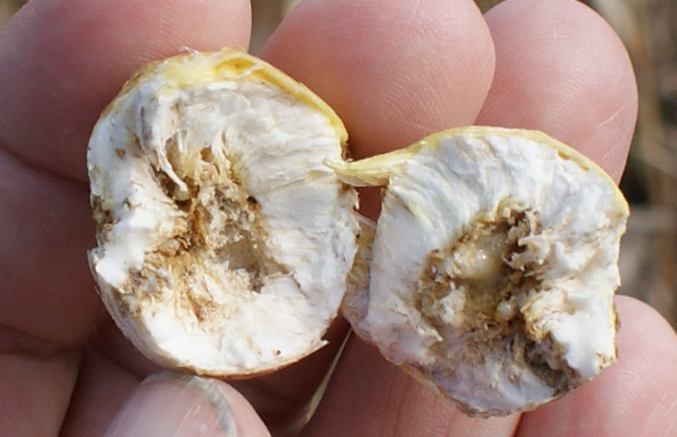
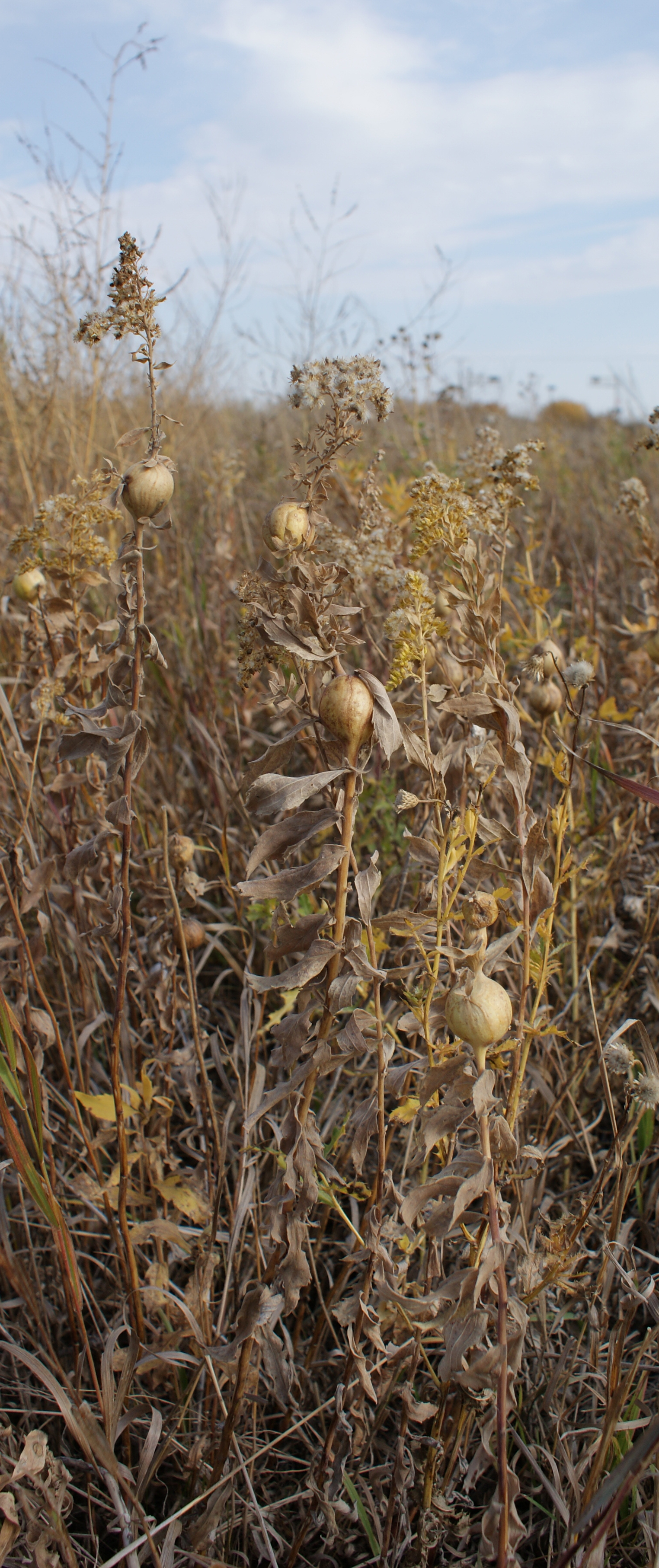